# KV43
KV43, acrònim de l'anglès King's Valley, és una tomba egípcia de l'anomenada Vall dels Reis, situada a la riba oest del riu Nil, a l'altura de la moderna ciutat de Luxor. En estar elevada sobre el "Vall dels Reis" no va ser negada per inundacions com ho foren altres tombes podent trobar-hi pintures en molt bon estat de conservació a excepció de les emplaçades a la cara Nord. Va ser la tomba del faraó Tuthmosis IV, vuitè monarca de la dinastia XVIII.